# Barycz (województwo dolnośląskie)
Barycz (niem. Baritsch)  – wieś w Polsce położona w województwie dolnośląskim, w powiecie jaworskim, w gminie Mściwojów, nad rzeką Modzel.

## Podział administracyjny
W latach 1975–1998 miejscowość administracyjnie należała do województwa legnickiego.

## Demografia
Jest to najmniejsza miejscowość gminy Mściwojów. Według Narodowego Spisu Powszechnego posiadała 68 mieszkańców (III 2011 r.).

## Legenda o Baryczu
W 1281 roku w Baryczu książę wrocławski Henryk IV Probus zorganizował zjazd książąt piastowskich ze Śląska, Wielkopolski i Małopolski. Oficjalnym celem spotkania było uregulowanie najważniejszych spraw państwowych oraz gospodarczych. Na zaproszenie księcia Henryka IV Probusa odpowiedziało i stawiło się zaledwie trzech książąt: wielkopolski Przemysł II, legnicki Henryk Gruby oraz głogowski Henryk. W czasie uczty doszło do wydarzenia, które tak opisał piętnastowieczny, polski kronikarz Jan Długosz: Probus gwałcąc razem prawo gościnności i prawa narodu, prawa boskie i ludzkie, w dniu pierwszym ich przybycia zbrodniczo, sam osobiście i z pomocą licznego zastępu rycerstwa ich pochwytał i odprowadziwszy do Wrocławia jak więźniów, każdego z nich osobna pod najściślejszą osadził strażą. Ostatecznie przebiegły książę Henryk IV Probus wypuścił uwięzionych książąt. Ci jednak wcześniej poczynili na jego rzecz pewne ustępstwa. Przemysł II odstąpił ziemię wieluńską, a książęta śląscy zobowiązali się do dostarczenia, w razie potrzeby, pomocy zbrojnej.